# 名古屋出入国在留管理局
名古屋出入国在留管理局（なごやしゅつにゅうこくざいりゅうかんりきょく）は、愛知県名古屋市港区にある法務省出入国在留管理庁の地方支分部局。

## 概要
愛知県など7県を管轄している。出入国管理及び難民認定法に基づき、外国人の入出国・在留・違反手続、難民認定に関する調査等の行政事務を担当する。
2004年に管内でビザ更新をした外国人は90,209人で東京出入国在留管理局に次いで多かった。
最寄り駅はあおなみ線の港北駅。

## 庁舎移転
かつては名古屋市中区三の丸4丁目の名古屋法務合同庁舎に入居していた。手狭になったことから2004年8月からは中区錦2丁目のテナントビルに丸の内分室を設けて一部業務を移転していた。退去強制の数が年々増加して収容施設が慢性的に満員となっていたこともあり、庁舎の新築、移転が行われた。愛知県競馬組合が駐車場として使用していた名古屋競馬場前駅（現在の港北駅）前の土地を購入し、職員宿舎と共に整備した。収容定員は120人から400人に増加した。2008年（平成20年）4月28日に使用を開始した。

## 本局の内部組織
- 名古屋出入国在留管理局長（官職・入国審査官）
  - 次長（官職・入国審査官）
  - 審査監理官（官職・入国審査官）
  - 警備監理官（官職・入国警備官、階級・警備監）
  - 総務課
  - 会計課
  - 首席審査官8人（官職・入国審査官）
    - 審査管理担当（審査管理部門）
    - 就労審査第一担当（就労審査第一部門）
    - 就労審査第二担当（就労審査第二部門）
    - 留学・研修審査担当（留学・研修審査部門）
    - 永住審査担当（永住審査部門）
    - 審判担当（審判部門）
    - 調査記録担当（調査記録部門）
    - 実態調査担当担当（実態調査担当部門）

  - 首席入国警備官5人（官職・入国警備官、階級・警備長）
    - 企画管理担当（企画管理部門）
    - 調査第一担当（調査第一部門）
    - 調査第二担当（調査第二部門）
    - 処遇担当（処遇部門）
    - 執行担当（執行部門）

## 管内支局・出張所
|                              |                              | 所在地                                                   | 業務                    | 分担区域                                              | 分担区域                                              |
| 在留関係諸申請               | 在留資格認定証明書交付申請   | 所在地                                                   | 業務                    |                                                       |                                                       |
| ---------------------------- | ---------------------------- | -------------------------------------------------------- | ----------------------- | ----------------------------------------------------- | ----------------------------------------------------- |
| 本局                         | 本局                         | 愛知県名古屋市港区正保町5-18                             | -                       | 富山県、石川県、福井県 岐阜県、静岡県、愛知県、三重県 | 富山県、石川県、福井県 岐阜県、静岡県、愛知県、三重県 |
| 富山出張所                   | 富山出張所                   | 富山県富山市秋ヶ島30番地 富山空港国内線ターミナルビル1階 | 在留審査一般 空海港業務 | 富山県、岐阜県                                        | 富山県、岐阜県                                        |
| 金沢出張所                   | 金沢出張所                   | 石川県金沢市西念3-4-1 金沢駅西合同庁舎1階                | 在留審査一般 空海港業務 | 石川県、富山県                                        | 石川県、富山県                                        |
| 福井出張所                   | 福井出張所                   | 福井県福井市春山1丁目1番54号 福井春山合同庁舎14階        | 在留審査一般 海港業務   | 福井県、石川県                                        | 福井県、石川県                                        |
| 岐阜出張所                   | 岐阜出張所                   | 岐阜県岐阜市美江寺町2-7-2 岐阜法務総合庁舎別館4階        | 在留審査一般            | 岐阜県                                                | 岐阜県                                                |
| 静岡出張所                   | 静岡出張所                   | 静岡県静岡市葵区伝馬町9-4 福一伝馬町ビルディング６F      | 在留審査一般 空海港業務 | 静岡県                                                | 静岡県                                                |
| 浜松出張所                   | 浜松出張所                   | 静岡県浜松市中央区中央1丁目12-4 浜松合同庁舎1階          | 在留審査一般            | 静岡県                                                | 静岡県                                                |
| 豊橋港出張所                 | 豊橋港出張所                 | 愛知県豊橋市神野ふ頭町3-11 豊橋港湾合同庁舎              | 在留審査一般 海港業務   | 愛知県                                                | 愛知県                                                |
| 四日市港出張所               | 四日市港出張所               | 三重県四日市市千歳町5-1 四日市港湾合同庁舎               | 在留審査一般 海港業務   | 三重県                                                | 三重県                                                |
| 中部空港支局                 | 中部空港支局                 | 愛知県常滑市セントレア１丁目1番地 中部空港CIQ棟3階       | -                       | 中部空港                                              | 中部空港                                              |
|                              | 第１ターミナル上陸審査事務室 | 愛知県常滑市セントレア１丁目1番地 中部空港CIQ棟3階       | 出入（帰）国審査        | 中部空港                                              | 中部空港                                              |
| 第２ターミナル上陸審査事務室 |                              | 愛知県常滑市セントレア１丁目1番地 中部空港CIQ棟3階       | 出入（帰）国審査        | 中部空港                                              | 中部空港                                              |
| 中部空港支局分室             | 特定技能（調査）             | 愛知県常滑市セントレア１丁目1番地 中部空港CIQ棟3階       |                         | 中部空港                                              | 中部空港                                              |